# 雙線小胸電鰻
雙線小胸電鰻，為輻鰭魚綱電鰻目短吻電鰻科的其中一種，為熱帶淡水魚，分布於南美洲奧里諾科河上游及黑河流域，體長可達12公分，棲息在底中層水域，生活習性不明。

## 扩展阅读
維基物種上的相關：雙線小胸電鰻